# Seigneurie de Cusance
La seigneurie puis baronnie de Cusance tirerait son origine, d'après la légende, de saint Ermenfroy de Cusance et de son frère Vandelin vivant tous deux au VIIe siècle. Toujours est-il que cette famille va prendre une grande importance dans la région des montagnes du Jura lors du mariage de Jean de Cusance avec Isabelle de Belvoir, fille et héritière de Thibaud III de Belvoir dernier de ce nom. Cette union donnera naissance à la branche dite de Cusance-Belvoir dont la souche sera leur fils Vauthier surnommé "le petit", tenant en fief à la fois Cusance, Belvoir et Saint-Julien. 

## La légende d'Ermanfroy
La légende fait prendre naissance à la maison de Cusance dans celle d'Ermanfroy (ou Ermenfredus) et de Vandelin (ou Waldelène), vivant tous deux au VIIe siècle. Ils seraient fils d'Ermenricus et de Waldalina qui vivaient près de Clerval, neveux d'Isérius, seigneur varasque de Stadwangue, et tous deux pages du roi Clotaire II. À la nouvelle de la mort de leur père ils décident de quitter la cour pour se rendre auprès de leur mère à la villa de Raunstel (ou Ranustal). Ermanfroy ne devait pas rester longtemps dans la maison familiale, il vend tous ses biens, en distribue le bénéfice aux pauvres, accorde la liberté à ses "esclaves" et se retire à l'abbaye de Luxeuil où il se distingue par sa discipline religieuse. En 631 le prieur de l'abbaye lui permet de fonder, dans la terre de Cusance, un couvent pour remplacer celui élevé par ses parents une douzaine d'années auparavant ; il en sera le premier abbé et il y recevra jusqu'à trois cents religieux. Ermanfroy meurt le 25 septembre 670 et est inhumé avec son frère dans l'église de Cusance. En hommage à son fondateur plusieurs descendants de la maison de Cusance porteront le prénom d'Ermanfroy,.

## Les hommes d'armes des Cusance
Le mariage, dans le milieu du XIVe siècle, de Jean de Cusance avec Isabelle de Belvoir, fille de Thibaud III de Belvoir et sœur d'Henry de Belvoir dernier de ce nom, donnera naissance à la  branche dite de Cusance-Belvoir dont la souche sera leur fils Vauthier surnommé "le petit", tenant en fief à la fois Cusance, Belvoir et Saint-Julien. La valeur et le renom des Cusance-Belvoir participèrent à voir se joindre à eux les principaux hommes d'armes de cette région qui étaient les sires de Saint-Mauris en Montagne, qui devaient combattre de nombreuses années sous la bannière de Cusance, mais aussi les Provenchère, les Sancey, les écuyers de Pontenot et de Pierrefontaine-les-Varans entre autres. Installés la plupart du temps au château de Belvoir, les Cusance virent tout une cour se former dans le vallon de Sancey ; on y trouvait les Saint-Mauris, les du Tartre, les d'Aroz, les de Thon, les d'Aubonne, les Quingey, les Crosey, les Michottey, les Jacquemard de Rahon, les de Vy, les d'Epenoy. Toutes ces familles donnaient leurs fils aux Cusance afin qu'ils deviennent leurs écuyers, de leur côté les membres de cette maison prenaient part aux fêtes des grandes familles mais aussi à celles des paysans, ainsi, et par tradition, madame de Cusance se rendait accompagnée d'un grand seigneur de la région aux baptêmes des nobles, et avec un seigneur de Sancey à ceux de ses plus humbles sujets ; quant aux enfants de la maison de Cusance il n'était pas rare qu'ils soient choisis comme parrains de ceux des habitants.

## Charles IV et Béatrix de Cusance
Dans le milieu du XVIIe siècle de nombreuses familles nobles continuaient à envoyer leurs fils servir les Cusance qui logeaient au château et dans la ville de leur fief de Belvoir, ce dévouement prenait sa source dans la présence assidue du duc Charles IV de Lorraine auprès de Béatrix de Cusance devenue veuve, celui-ci y avait aussi installé une garnison commandée par le capitaine Chalon. Plus tard vers 1665, la sœur de Béatrix, Marie-Henriette de Cusance, suivant le testament de son premier époux Ferdinand-François-Just de Rye La Palud, marquis de Varambon († 1657), lançait la construction d'un monastère de Minimes à l'emplacement de la chapelle de Notre-Dame de Consolation ; pour ce faire elle obtint les autorisations du roi Philippe IV d'Espagne, comte palatin de Bourgogne, de l'archevêque de Besançon Pierre-Antoine de Grammont, et de son nouvel époux le prince d'Aremberg. Marie-Henriette de Cusance se rendait souvent au monastère et l'embellissait à ses frais. On voit donc que la jeunesse qui avait la fibre guerrière se rendait en masse à la cour de Cusance au château de Belvoir tandis que ceux enclins à la prêtrise, emploi tout aussi prestigieux à l'époque, faisaient le voyage au monastère où s'élevèrent en 1682 le couvent, le sanctuaire et l'église de Notre-Dame de Consolation.

## Sources
- Narbey, Les hautes montagnes du Doubs entre Morteau, le Russey, Belvoir et Orchamps-Vennes : depuis les temps celtiques, A. Bray, 1868 (lire en ligne), p. 128, 150, 206, 244, 245, 259, 290, 291
- Annales de la société d'émulation pour l'histoire et les antiquités de la Flandre-Occidentale, volume 8, 1846, p. 70, 71, 72, 73.
- Histoire des diocèses de Besançon et de Saint-Claude, volume 1, Jean François Nicolas Richard, 1847, p. 115, 116.
- Mémoires de la commission d'archéologie volume 3 à 4, 1862, p. 231.